# Pjotr Iwanowitsch Schalikow

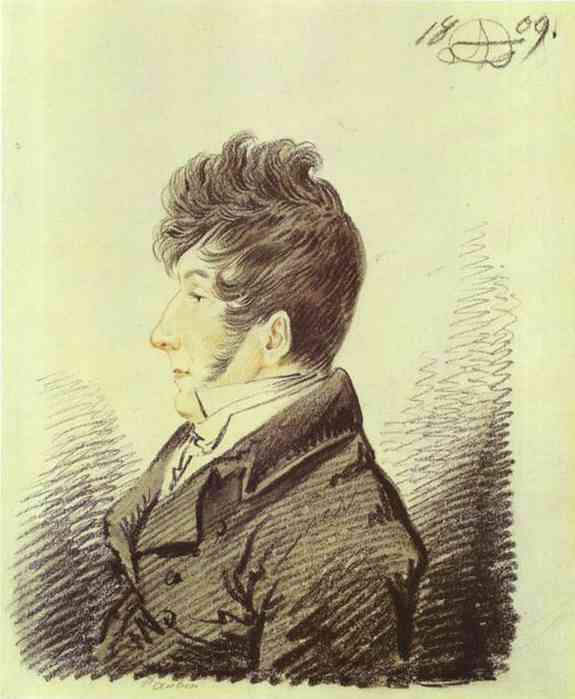
Pjotr Iwanowitsch Schalikow

Fürst Pjotr Iwanowitsch Schalikow (russisch Пётр Иванович Шаликов, wiss. Transliteration Pëtr Ivanovič Šalikov; * 1768; † 16. Februarjul. / 28. Februar 1852greg.) war ein russischer Dichter, Übersetzer und Journalist georgischer Abstammung. Er war ein Vertreter des Sentimentalismus.
Schalikow stand in der Nachfolge Nikolai Karamsins. Von 1823 bis 1833 gab er das Damski-Journal (Дамский Журнал), ein Frauenmagazin, heraus.